# Битва за Рамади (2006)
Битва за Рамади — бои за иракский город Рамади между иракскими повстанцами и коалиционными силами во главе с США.
Объединённые силы США под командованием 1-й бригады 1-й бронетанковой дивизии и иракских сил безопасности сражались с повстанцами за контроль над ключевыми пунктами в Рамади. Стратегия коалиции основывалась на создании в городе нескольких патрульных баз, называемых боевыми оперативными постами (Combat Operation Post).

## Ситуация
В конце ноября 2005 года ситуация в провинции Анбар окончательно вышла из-под контроля американцев. Малочисленные полицейские силы губернатора не смогли противостоять повстанцам. Штурм города повстанцами серьёзно подорвал позиции США, ведь Рамади является административным центром провинции Анбар.

## Потери
Потери США составили 94—235 человек убитыми и около 200 ранеными, иракской армии — 30 убитыми. Потери моджахедов составили от 750 до 1100 убитыми.

## Состав сил
- 1-я бригада 1-й бронетанковой дивизии ('The Ready First' Combat Team);
  - 1-й батальон 35-го бронетанкового полка (оперативная группа «Завоеватель») (1st Battalion, 35th Armor (Task Force 'Conqueror'));
  - 1-й батальон 37-го бронетанкового полка (оперативная группа «Бандит») (1st Battalion, 37th Armor (Task Force 'Bandit'));
  - 1-й батальон 6-го пехотного полка (оперативная группа «Регуляр») (1st Battalion, 6th Infantry (Task Force 'Regular'));
  - 2-й дивизион 3-го артиллерийского полка (2d Battalion, 3d Field Artillery (2-3 FA));
  - 16-й инженерный батальон (16th Engineer Battalion);
  - 501-й батальон передовой поддержки (501st Forward Support Battalion (501st FSB));
- 1-й батальон 506-го пехотного полка 101-й воздушно-десантной дивизии (оперативная группа «Керраи») (1st Battalion, 506th Infantry (Task Force 'Currahee'));
- 3-й батальон 8-го полка морской пехоты 2-й дивизии морской пехоты (3d Battalion, 8th Marine Regiment (3/8 Marines));
- Отряд SEAL ВМС США (a detachment of U.S. Navy Seals);
- 1-й батальон 1-й бригады 7-й иракской дивизии[6]